# Reeva Steenkamp
Reeva Rebecca Steenkamp (Kaapstad, 19 augustus 1983 – Pretoria, 14 februari 2013) was een Zuid-Afrikaans fotomodel en geliefde van de Zuid-Afrikaanse sporter Oscar Pistorius, die haar doodschoot.

## Levensloop
Steenkamp werd geboren in de toenmalige Kaapprovincie. Ze was de dochter van June en Barry Steenkamp, een paardentrainer. Haar vader had uit een eerdere relatie een zoon, Adam. Hoewel ze niet dezelfde moeder hadden, beschouwde Steenkamp Adam als haar oudere broer. Steenkamp ging naar de middelbare school aan de St. Dominic's Priory School in Port Elizabeth. Hierna ging ze rechten studeren. Toen Steenkamp 14 was, kreeg zij haar eerste opdrachten als model. 
In 2005 behaalde ze een Bachelor of Laws aan de Nelson Mandela-universiteit. Volgens directeur Greg Stokell was ze er erg geliefd: "Ze was een levendige, vriendelijke, ijverige, en gemotiveerde studente die populair was én gerespecteerd werd door medewerkers en collega's." Dit vertelde hij op 14 februari 2013 aan de internationale pers. Steenkamp groeide op tussen de paarden en was een fanatieke ruiter. Toen zij 23 jaar oud was kwam zij ongelukkig ten val en leek het alsof haar rug gebroken was. Haar verwondingen waren zo ernstig dat ze opnieuw moest leren lopen. 
Na een lange relatie met rugbyspeler Francois Hougaard kreeg Steenkamp in november 2012 een relatie met de olympisch atleet Oscar Pistorius. Zowel Steenkamp als Pistorius was erg bekend in Zuid-Afrika. Steenkamp stond bekend om haar intelligentie, haar sociale karakter en haar uiterlijk. Hierdoor werd zij in Zuid-Afrika een bekend en veelgevraagd mediafiguur. Op haar Twitteraccount beschreef Reeva zichzelf als 'SA Model, Cover Girl, Deelneemster aan 'Tropika Island of Treasure Celeb', Jurist en Kind van God.' 
Na haar rechtenstudie ging ze werken als juridisch medewerker. Steenkamp kreeg meer bekendheid toen zij in 2004 de finale bereikte bij de 'Weekend Post Faces of the Future Competition' en daarna bij 'The Herald Miss Port Elizabeth Contest' in 2005. Kort hierop stond zij als model in het Zuid-Afrikaanse mannentijdschrift FHM en werd ze de eerste Zuid-Afrikaanse covergirl ooit van Avon Cosmetics. Dit betekende voor haar de start van een professionele modellencarrière. Later werd ze het gezicht van juwelier Sivana Diamonds. Daarnaast kreeg zij een eigen programma op Fashion TV in Zuid-Afrika. Ze speelde ook mee in reclames van internationale merken zoals Toyota.
Begin 2013 deed zij mee aan de realitysoap Tropika Island of Treasure. Deze serie is te vergelijken met Expeditie Robinson en zou op de televisie uitgezonden worden vanaf 16 februari 2013 (twee dagen na haar dood). De uitzendingen gingen in overleg met de nabestaanden gewoon door.

## Overlijden
Op 14 februari 2013 schoot Pistorius Steenkamp dood door de wc-deur in de badkamer van zijn huis. Hij vuurde dwars door de deur vier schoten af, met zeer destructieve Black Talon kogels,  waarvan er drie Steenkamp raakten. Volgens Pistorius was het een ongeluk; hij verklaarde dat hij dacht dat hij een inbreker neerschoot. Op dinsdag 19 februari werd Steenkamp in besloten kring gecremeerd in Port Elizabeth.
In eerste instantie werd Pistorius voor dood door schuld veroordeeld tot een gevangenisstraf van vijf jaar en drie jaar voorwaardelijk voor verboden wapenbezit. Op twee dagen na verbleef hij een jaar in gevangenschap. De rest van de straf mocht hij onder huisarrest uitzitten. 
Op 6 juli 2016 werd hij in hoger beroep alsnog voor moord veroordeeld en kreeg een celstraf van zes jaar opgelegd. Het Openbaar Ministerie ging tegen dit vonnis in beroep, omdat het de straf van zes jaar onrechtvaardig en "schokkend mild" vond. In hoger beroep veroordeelde het Hooggerechtshof in Bloemfontein Pistorius tot 13 jaar en 5 maanden. Bijna elf jaar nadat hij Steenkamp doodschoot, is Pistorius in januari 2024 voorwaardelijk vrijgekomen en verblijft hij bij zijn oom.
- Gemeinsame Normdatei: 1274721490
- International Standard Name Identifier: 0000 0004 3350 562X
- Library of Congress Control Number: no2014044442
- Virtual International Authority File: 308181293
- WorldCat: E39PBJdRydybtDWB9jtMVmth73